# Tranvía de Ferrol
El tranvía de Ferrol fue un medio de transporte que estuvo activo entre 1924 y 1961, dando servicio no sólo a la ciudad de Ferrol sino también a los municipios de Narón y Neda. La explotación de este servicio correspondió a la empresa Tranvías del Ferrol.
Aunque el proyecto original contemplaba conectar Ferrol con la localidad de Neda mediante un tranvía eléctrico, en un principio la línea que discurría por la Carretera de Castilla iba desde Porta Nova (actual Plaza de España) únicamente hasta Portazgo de Jubia. Sería durante la década siguiente cuando la línea se ampliaría hasta Neda y hasta el muelle de Curuxeiras, atravesando el barrio de A Magdalena.
El tranvía contaba con dos líneas:
| Líneas  | Porta Nova - Muelle    | Porta Nova - Neda    |
| ------- | ---------------------- | -------------------- |
| Paradas | Porta Nova             | Porta Nova           |
| Paradas | Rochel (Cine Callao)   | O Inferniño          |
| Paradas | Iglesia                | Fajardo              |
| Paradas | Mercado                | San Juan             |
| Paradas | Sagasta                | La Gándara           |
| Paradas | Cuesta de Mella        | La Ferrolana         |
| Paradas | Río Novo               | El Alto del Castaño  |
| Paradas | Cuartel de Instrucción | Freixeiro (cocheras) |
| Paradas | Muelle de Curuxeiras   | O Ponto              |
| Paradas | A Revolta              |                      |
| Paradas | Telleiras              |                      |
| Paradas | Santa Rita             |                      |
| Paradas | Portazgo               |                      |
| Paradas | Santa María de Neda    |                      |
| Paradas | Ayuntamiento de Neda   |                      |

## Proyectos de recuperación
En 2003, el entonces alcalde de Narón, Xoán Gato, propuso su recuperación en el contexto de la reconversión de la Estrada de Castilla en bulevar, pero la idea no fue más allá.
Ya en 2010, la empresa pública Feve propuso la recuperación del tranvía en la ciudad mediante un sistema tren-tranvía que utilizaría el ramal de mercancías del puerto de Ferrol. Según este proyecto, apoyado por el entonces alcalde Vicente Irisarri, la única línea saldría del ramal junto a las estaciones de ferrocarril y autobús, en el barrio del Ensanche "A", hasta el puerto de Curuxeiras en Ferrol Vello, pasando de esta manera por el túnel que cruza la ciudad y por A Malata.
La línea tendría cuatro estaciones, siendo la primera de ella la propia estación; la segunda sería subterránea, en el túnel que atraviesa los terrenos del cuartel Sánchez Aguilera; la tercera estaría ubicada en A Malata y el último en el muelle de Curuxeiras, en el puerto de la ciudad. El proyecto contemplaba la posibilidad de ampliar la línea hasta la Plaza de Galicia, en el barrio de A Magdalena, así como su combinación con los trenes de Cercanías. Finalmente el proyecto no salió a la luz.
En 2019, en el contexto de las elecciones municipales, el candidato popular a la alcaldía de Narón propuso la creación del primer metro ligero de Galicia con la colaboración de Adif y Renfe, utilizando la línea de vía estrecha de la antigua Feve para conectar Ferrol y Narón, y la de ancho ibérico para conectar Ferrol, Narón, Neda y Fene.